# Harpalus erraticus
Harpalus erraticus är en skalbaggsart som beskrevs av Thomas Say. Harpalus erraticus ingår i släktet Harpalus och familjen jordlöpare. Inga underarter finns listade i Catalogue of Life.